# Discaria chacaye
Discaria chacaye là một loài thực vật có hoa trong họ Táo. Loài này được (G.Don) Tortosa mô tả khoa học đầu tiên năm 1983.

## Hình ảnh

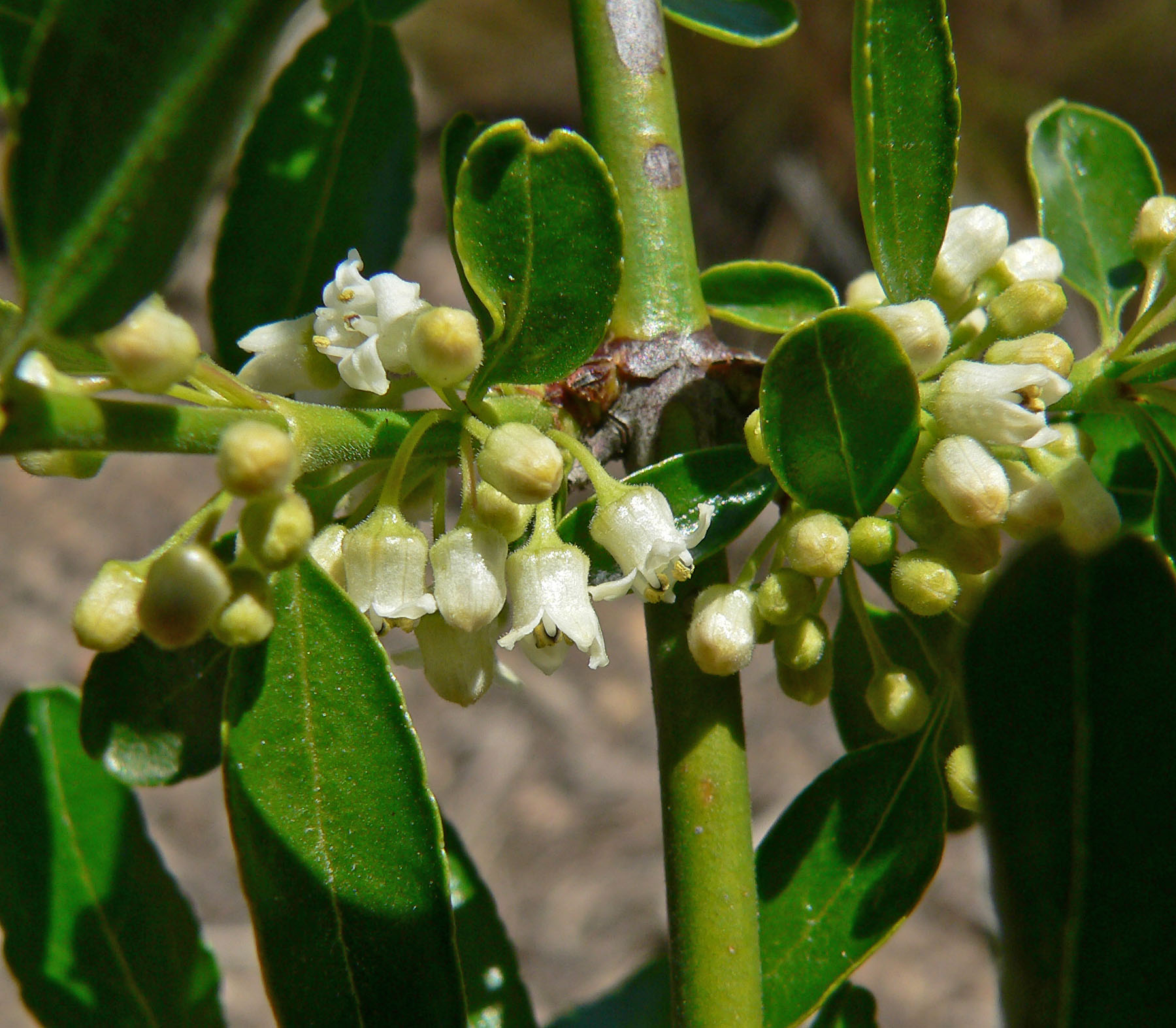
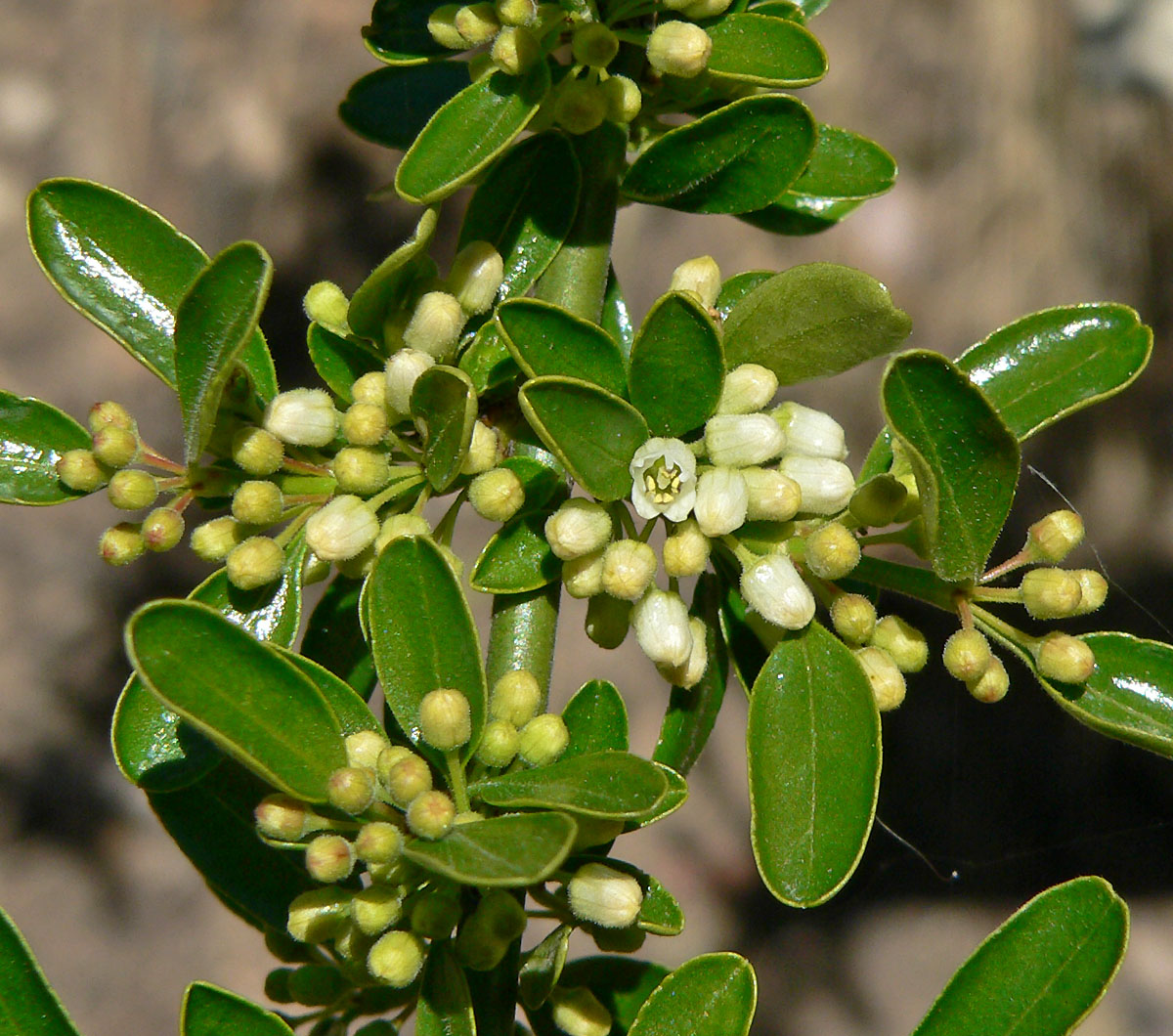